# 生活著數台
《生活著數台》（英語：Jetso@Tv）是香港亞洲電視製作的格價消費節目，於逢星期一至星期五晚上20:00-20:30在亞洲電視本港台播出，其後於亞洲電視數碼頻道魅力資訊頻道晚上22:30-23:00重播，於2008年12月1日起首播，2009年4月17日結束，每集大約30分鐘（連廣告）。
由於香港正面對金融海嘯，故節目宗旨為帶給香港人開心，會介紹香港眾多著數生活指標，令全城以歡顏面對逆境或順境。
而亞視亦與雅虎香港合作，於Yahoo! BLOG開設專屬網誌，為觀眾或網民，提供有價格優惠資訊的綜合報料平台。
2008年12月29日起，節目由珍妮詩橄欖焗油洗髮露冠名贊助，故稱《珍妮詩橄欖焗油洗髮露特約：生活著數台》。

## 主持
- 台長：林曉峰、谷德昭、林韋辰
- 女台長：朱慧珊、韓君婷、袁彌明、袁彩雲
- Jetso Angel：何卓瑩、吳嘉星、黃倩婷

## 內容大要
節目是一個消費格價節目，節目形式與無綫電視翡翠台的《眉精眼企》相似，內容多是圍繞與消費品價格相關的比較。

### 十大／五大貨品差價榜
它每集都會展出一些十大／五大貨品差價榜，貨品價格資訊來自以下來源：
1. 超級市場及連鎖商店：百佳、惠康、華潤萬家、吉之島、大昌、佳寶等
2. 明報格價網；
3. 消費者委員會網站的《價格比較》頁
4. 各大街市、士多、糧油雜貨店等。

### 街市、加油站行情
這個環節主要由何卓瑩、吳嘉星、黃倩婷輪流負責主持，主要是發佈一些街市食品價格、加油站燃油價等格價資訊。

### Jetso報料
這個環節是由觀眾提供一些有價格優惠的資訊。

## 電視節目的變遷
| 本港台 星期一至五20:00-20:30節目 | 本港台 星期一至五20:00-20:30節目            | 本港台 星期一至五20:00-20:30節目 |
| -------------------------------- | ------------------------------------------- | -------------------------------- |
|                                  | 生活著數台 （2008年12月1日－2009年4月17日） |                                  |
| 還君明珠 (20:00-21:00)           | 開心大發現2009                              |                                  |

## 外部連結
- jetso@tv
- Yahoo! BLOG：生活著數BLOG （页面存档备份，存于）
- R著數平台 JetsoR.com：一個專俾人R著數平台 （页面存档备份，存于）